# Rubus parviflorus
Rubus parviflorus (en anglès:Thimbleberry) és una espècie de planta del gènere Rubus, nativa de l'oest i nor de Nord-amèrica, des d'Alaska a Ontario i Michigan, i cap al sud al nord de Mèxic. Viu del nivell del mar a 2.500 m.
És un arbust dens de 2,5 m d'alt. Té un rizoma. No té espines. Les fulles són palmades de 20 cm amb cinc lòbuls. Les flors fan de 2 a 6 cm de diàmetre essent les més grosses del gènere Rubus malgrat que el nom específic (parviflorus) significa flors petites. El fruit, de color vermell brillant, és comestible cru i cuit.

## Usos
Com el fruit és molt tou, rarament es conrea comercialment. Se'n fan melmelades i altres preparacions cuites.
Hi ha cultivars de la planta que són ornamentals per les seves flors flairoses i color tardoral de les fulles.